# Sheppardia montana
Sheppardia montana là một loài chim trong họ Muscicapidae.